# Porta Ticinese (medievale)
La Porta Ticinese è una delle porte maggiori poste sul tracciato medievale delle mura di Milano.

## Storia
Conosciuta anche come Porta Cicca, dal momento che era l'unica delle porte cittadine ad avere una sola apertura, venne pesantemente rimaneggiata nel 1861 da Camillo Boito, che ne aprì i due fornici laterali, conferendole il suo aspetto attuale.
L'antica Porta Ticinese medioevale, assieme agli archi di Porta Nuova in via Manzoni, è l'unica sopravvivenza delle antiche mura milanesi dell'XI secolo.
Nelle immediate vicinanze della porta si trovano le Colonne di San Lorenzo e l'omonima basilica di San Lorenzo Maggiore.

## Galleria d'immagini

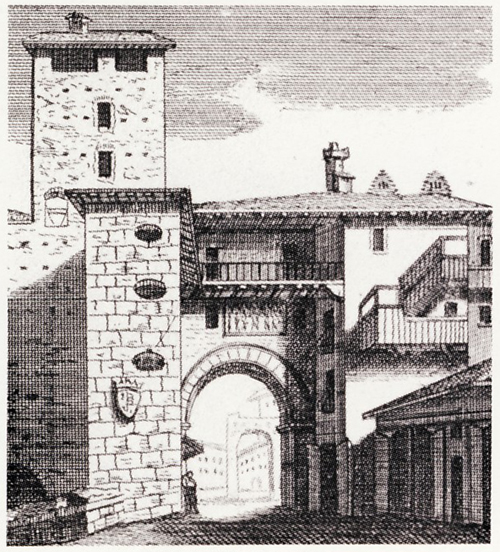
Disegno della vecchia Porta Ticinese
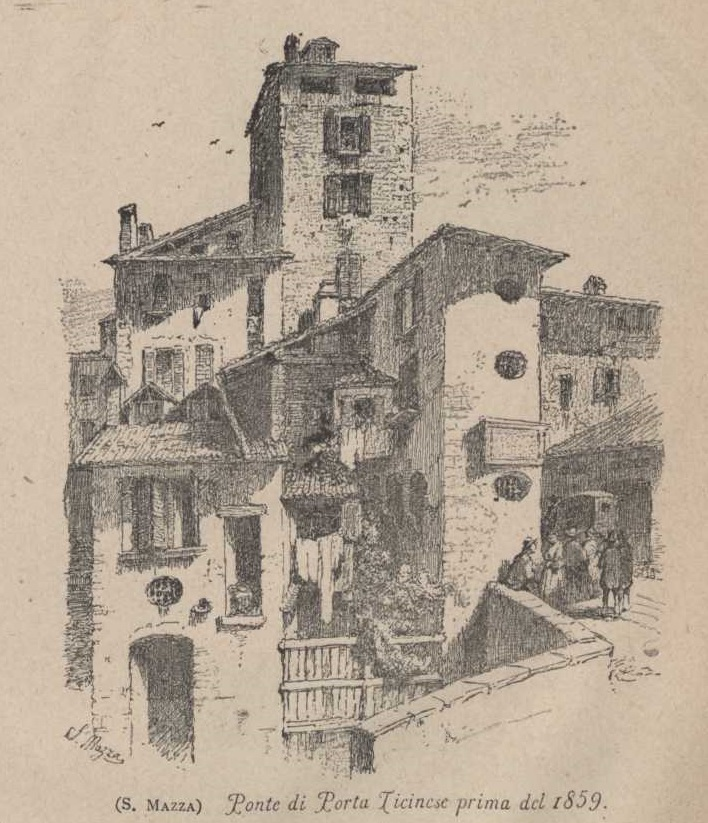
La Porta Ticinese prima del 1859. Illustrazione di S. Mazza, 1886
La Porta Ticinese prima del rifacimento del 1861
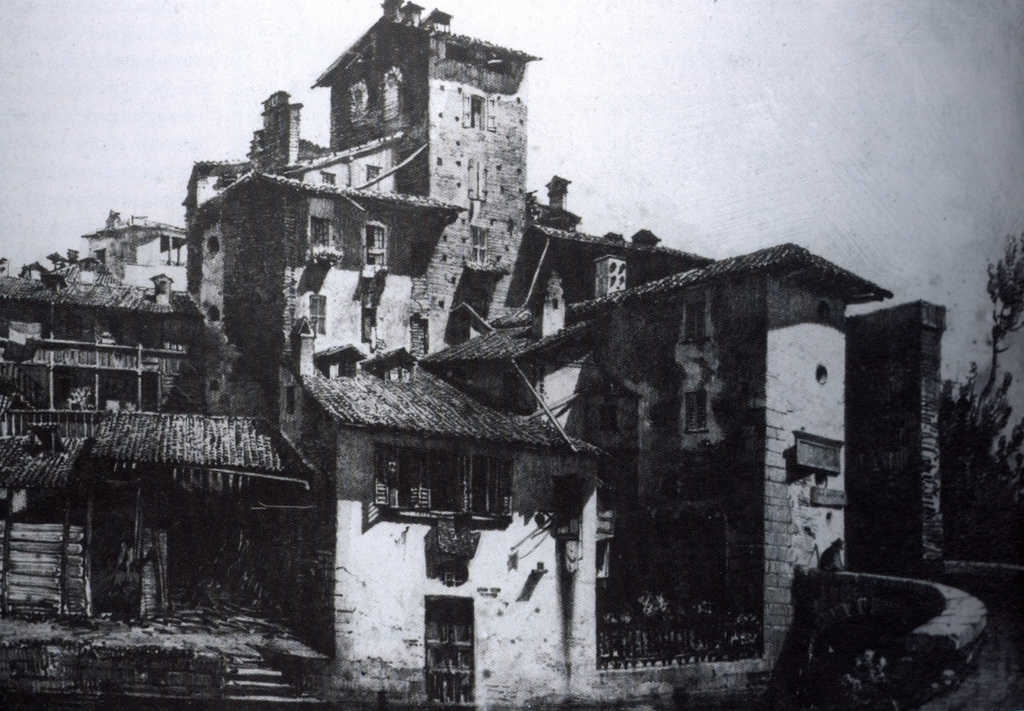
La Porta Ticinese prima del rifacimento del 1861
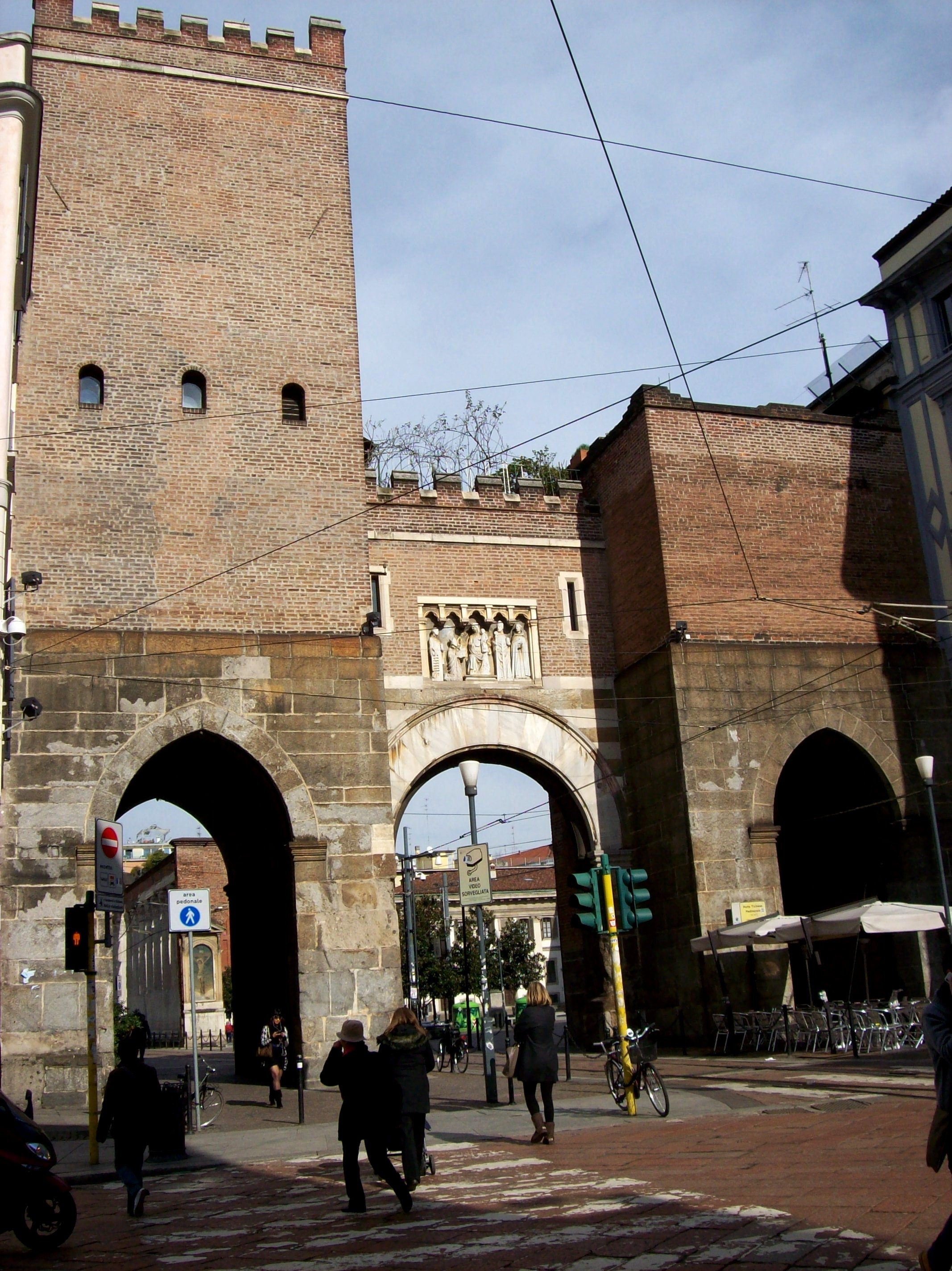
La facciata esterna della porta.
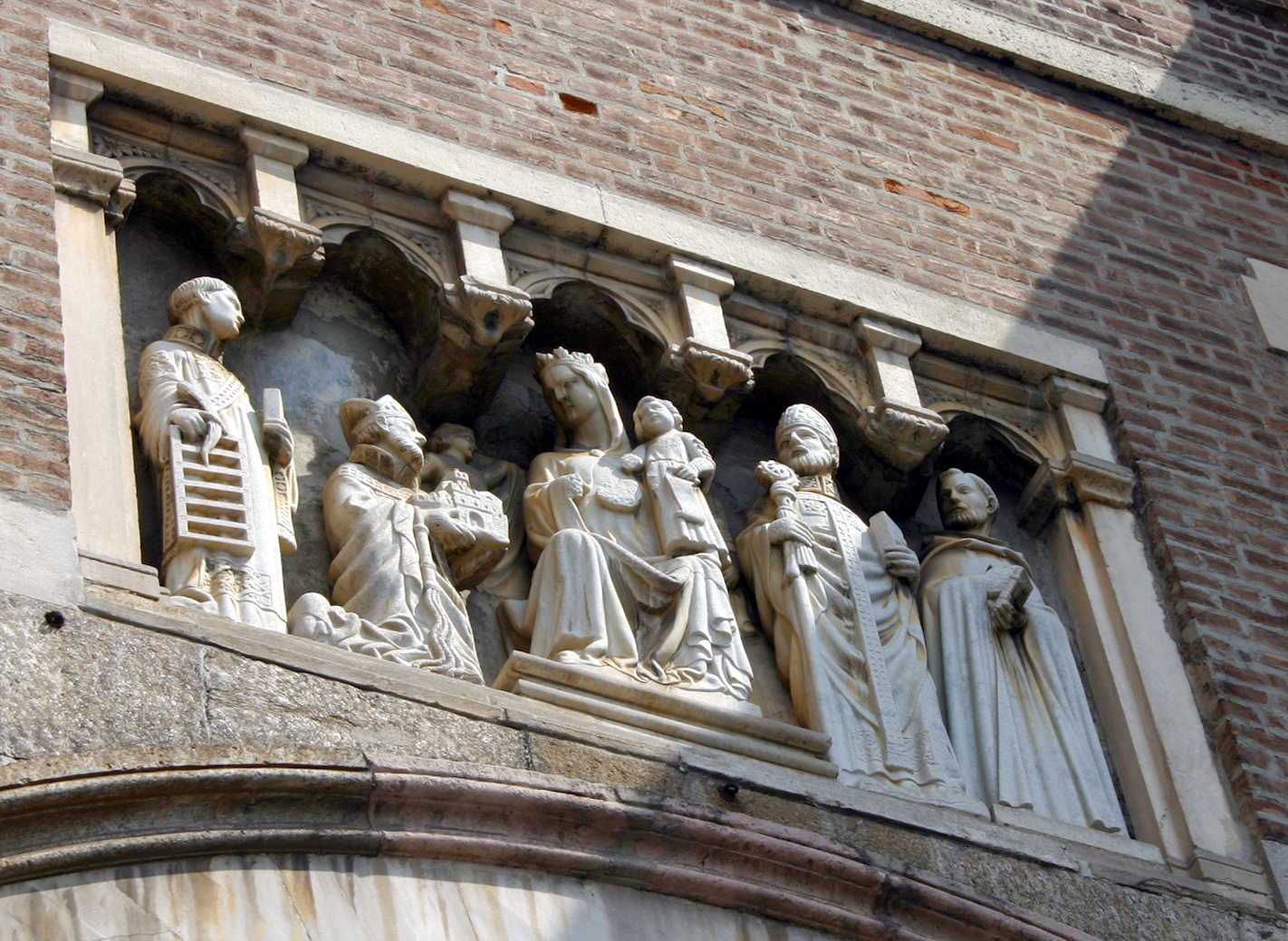
Particolare sul lato esterno.
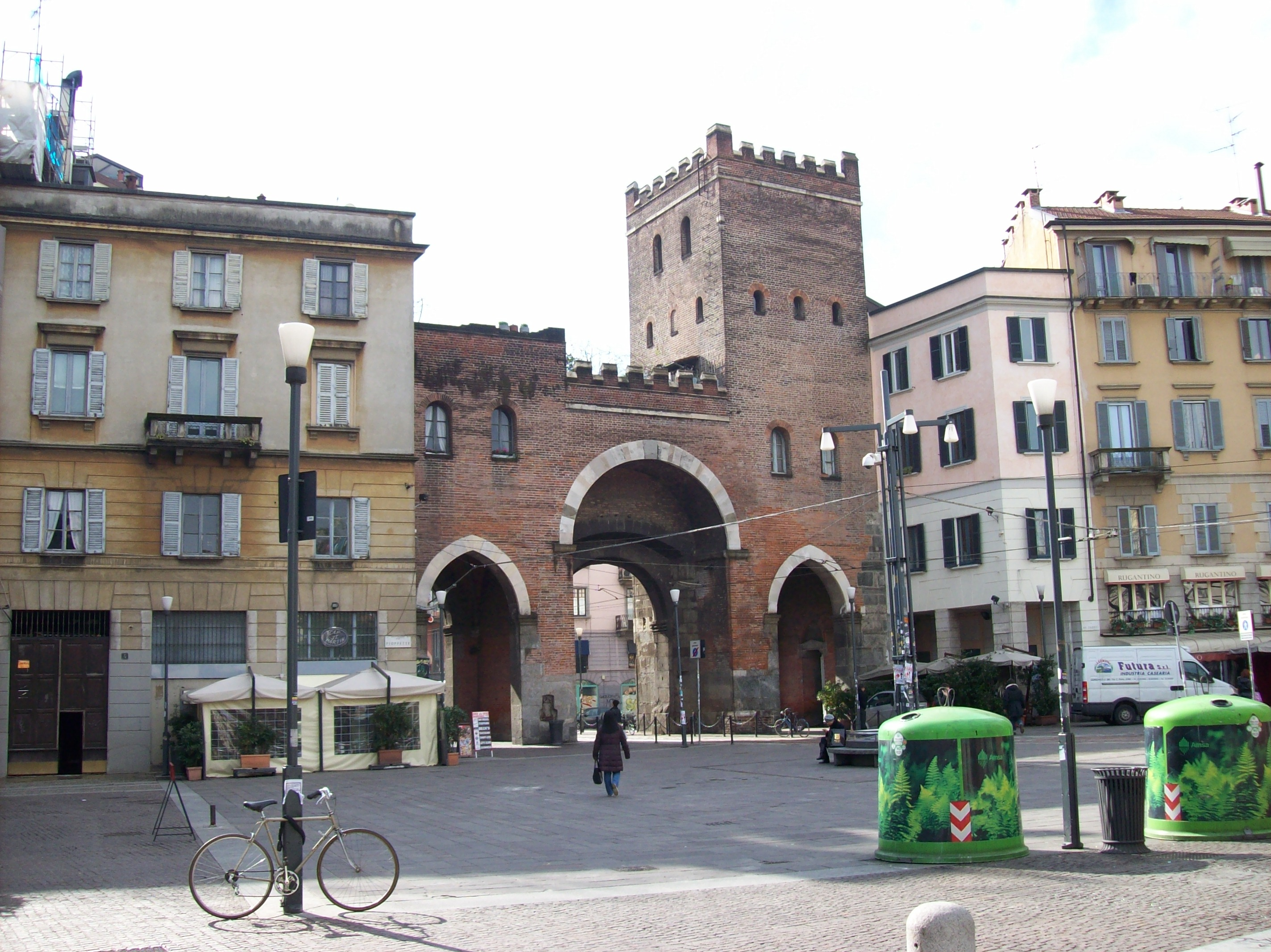
Lato interno della porta.